# Piergiorgio Stiffoni
Piergiorgio Stiffoni (Motta di Livenza, 11 maggio 1948) è un ex politico italiano.

## Carriera politica
Dopo aver militato per un lungo periodo nel Movimento Sociale Italiano ed aver ricoperto il ruolo di dirigente provinciale e nazionale del sindacato CISNAL bancari, dopo aver aderito ad altri gruppuscoli politici di destra, Stiffoni è stato eletto Senatore per la Lega Nord dal 1999 al 2012, subentrando al Senatore Michele Amorena (deceduto il 16 febbraio 1999) a seguito di elezioni suppletive. Il ragionier Stiffoni è stato segretario amministrativo del gruppo Lega Nord al Senato della Repubblica dal 2001 al 2012.
Dal 6 maggio 2008 è Segretario alla Presidenza del Senato della Repubblica.
Dal 2010 insieme a Roberto Castelli fa parte inoltre del comitato amministrativo di tesoreria come segretario amministrativo del partito Lega Nord che affianca il tesoriere Francesco Belsito.
Il 5 aprile 2012 dopo lo scoppio dello scandalo inerente ai finanziamenti elargiti dalla tesoreria del partito alla famiglia del segretario Umberto Bossi, il Consiglio Federale decide di sostituire l'intero comitato amministrativo di tesoreria del partito composto dallo stesso Stiffoni e dal senatore Roberto Castelli come segretari amministrativi del partito oltre che dal tesoriere dimissionario Francesco Belsito. I due senatori saranno sostituiti dai deputati Silvana Comaroli, segretario amministrativo del gruppo della Lega Nord alla Camera dei deputati da fine 2011, e Roberto Simonetti, Presidente della Provincia di Biella mentre nuovo tesoriere sarà l'ex Presidente federale della Lega Nord Stefano Stefani.
Il 27 aprile 2012 Stiffoni rassegna le dimissioni da segretario amministrativo del gruppo Lega Nord al Senato della Repubblica, incarico ricoperto ininterrottamente dal 2001, e annuncia la sua autosospesione dal gruppo al Senato e dal partito della Lega Nord al fine di non danneggiare l'immagine del movimento, fino alla conclusione dell'attività istruttoria da parte della magistratura. Nuovo segretario amministrativo sarà il vicecapogruppo della Lega Nord al Senato Sandro Mazzatorta. Lo stesso giorno viene ascoltato dai pm milanesi il capogruppo della Lega Nord al Senato Federico Bricolo in merito dovuta ad alcuni sospetti che gli inquirenti hanno sulla gestione dei rimborsi delle spese per il gruppo dei senatori della Lega da parte di Piergiorgio Stiffoni, che risulta avere la firma sul conto al Senato del Carroccio. .
Il 30 aprile 2012 il Consiglio federale espelle Stiffoni dalla Lega Nord.

## Procedimenti giudiziari
Nel novembre 2003 è stato indagato e prosciolto dalla Procura di Treviso per aver detto: «L'immigrato non è mio fratello, ha un colore della pelle diverso. (...) Cosa facciamo degli immigrati che sono rimasti in strada dopo gli sgomberi? Purtroppo il forno crematorio di Santa Bona non è ancora pronto».
Nell'aprile 2012 un'indagine di tre procure iscrive nel registro degli indagati il tesoriere della Lega Nord Francesco Belsito per presunti fondi neri elargiti dal partito per pagare le spese della famiglia del leader Umberto Bossi (dimessosi da Segretario Federale nell'aprile 2012). Anche il nome di Stiffoni appare come presunto beneficiario di queste elargizioni, tra cui una da 400  000 euro in diamanti ed oro che Stiffoni avrebbe spartito con la collega di partito e Vicepresidente del Senato Rosy Mauro.
Nel maggio 2013 viene condannato a due anni e sei mesi di reclusione per peculato, previo patteggiamento. Il gip di Roma, Cinzia Parasporo, ha condannato l'ex tesoriere della Lega Nord in relazione alla gestione dei fondi del Carroccio a Palazzo Madama. I fatti risalgono al periodo compreso tra il 2008 e il 2009 e riguardano contributi erogati alla Lega per circa 995.000 euro..
All'ex parlamentare sono state riconosciute le attenuanti per aver riconsegnato le somme a lui affidate.

## Controversie
Il 4 febbraio 2009, commentando l'arresto di due rumeni a Napoli per tentato stupro, Stiffoni ha dichiarato che «l'Etnia romena, se rappresentata da questi personaggi specializzati in stupri, non è degna di restare in una Europa unita».
Nel novembre 2009 ha proposto 250 euro di multa e cinque punti in meno sulla patente per chi fuma alla guida. Il progetto è stato ritirato pochi giorni dopo.
Nell'aprile 2011 Stiffoni afferma: "A Treviso i gay sono il 10 per cento della popolazione e anche in Parlamento ce ne sono e sono pure molto visibili. Ma nella Lega non ci sono gay. No, noi nel nostro partito abbiamo un DNA diverso. Non abbiamo mai avuto un certo tipo di situazioni, non ho mai trovato leghisti gay, stiamo parlando del niente, del sesso degli angeli. "
Nel dicembre 2011 il senatore critica così la proposta del governo Monti di tagliare gli stipendi ai parlamentari, adeguandoli alla media europea (di oltre 5. 000 euro mensili netti): "Se vogliono una classe politica di sciattoni è una scelta che si può fare, ma mi sembra che un certo decoro ci debba essere anche di chi lavora in Parlamento".